# Dusona rugulosa
Dusona rugulosa är en stekelart som först beskrevs av Forster 1868.  Dusona rugulosa ingår i släktet Dusona och familjen brokparasitsteklar. Inga underarter finns listade i Catalogue of Life.